# Турсугалі
Турсугалі́ (рос. Турсугали, башк. Түрһәгәҙе) — присілок у складі Аургазинського району Башкортостану, Росія. Входить до складу Таштамацької сільської ради.
Населення — 175 осіб (2010; 174 в 2002).
Національний склад:
- башкири — 94%